# Peter Schaufuss
Peter Schaufuss (Copenaghen, 26 aprile 1947) è un ballerino, coreografo e maestro di danza danese.

## Biografia
Figlio dei ballerini Frank Schaufuss (1921–1997) e Mona Vangsaae (1920–1983), cominciò a studiare danza all'età di sette anni alla scuola del Balletto Reale Danese, prima di unirsi alla compagnia. La sua carriera lo vide danzare come ballerino principale nei teatri di tutta Europa e nel 1978 vinse il Laurence Olivier Award per l'eccellenza nella danza per la sua performance nel La Sylphide alla Royal Opera House. Dal 1984 al 1990 fu il direttore artistico nell'English National Ballet ed ebbe il merito di ampliare considerevolmente il repertorio della compagnia con lavori di Alvin Ailey, Paul Taylor, Michael Clark e Roland Petit, oltre ad aver invitato artisti come Frederick Ashton, Natalija Makarova e Kenneth MacMillan a collaborare con successo con la compagnia. Dal 1994 al 1995 fu il direttore artistico del Balletto Reale Danese.